# Eucalyptus hypostomatica
Eucalyptus hypostomatica là một loài thực vật có hoa trong Họ Đào kim nương. Loài này được L.A.S.Johnson & K.D.Hill mô tả khoa học đầu tiên năm 1990.